# Liferea
Liferea (сокр. от Linux Feed Reader, произн. лайфри) — программа-агрегатор для чтения новостных лент в форматах RSS и Atom. Написана для графической среды GNOME с использованием GTK. Некоторые возможности:
- Импорт и экспорт списков лент в формате OPML.
- Отдельные настройки для каждой подписки.
- Просмотр веб-страниц.
- Поддержка плагинов.